# Círculo Eborense
O Círculo Eborense, também conhecido por Clube, é uma associação cultural e recreativa sem fins lucrativos, constituída por membros filiados, localizada no Centro Histórico de Évora.  
É a primeira associação voluntária desta natureza a ser criada na cidade de Évora, sendo por isso considerada a mais antiga da cidade. Com mais de um século de existência, foi formalmente constituída a 9 de Janeiro de 1837 através de portaria régia, após terem sido previamente reunidas cerca de 36 assinaturas de indivíduos residentes em Évora e elaborados os seus estatutos em comissão encarregue de a constituir no dia 3 de Março de 1836.  

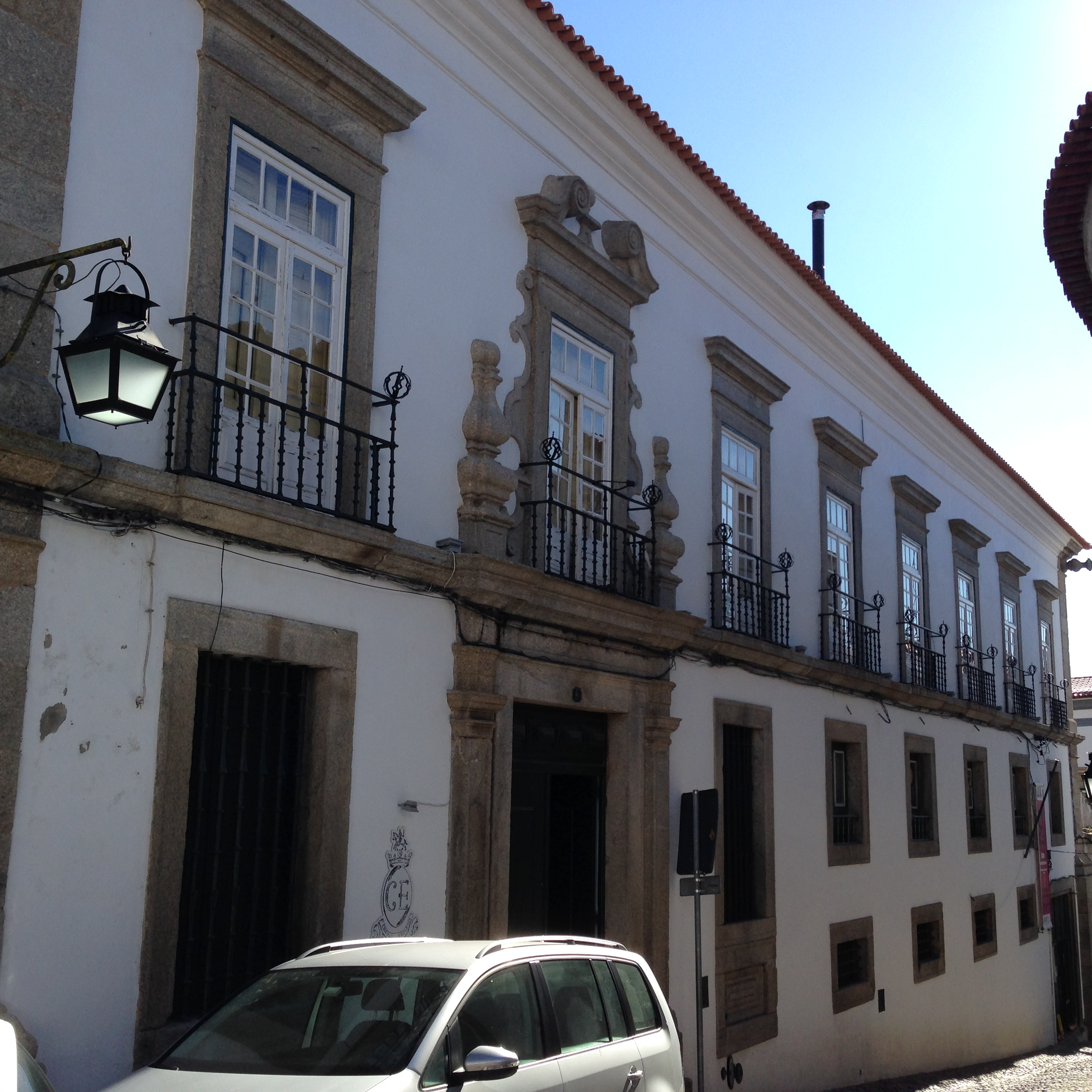
Fachada frontal do Círculo Eborense

O seu aparecimento resultou do acompanhamento de uma moda em voga no país e na Europa do movimento dos clubes e também pela necessidade da sociedade eborense da época em transformar as formas de convivência e recriação, devido à crescente procura por recintos fechados em detrimento dos espaços públicos abertos, proporcionando simultâneamente um espaço intermédio entre a privacidade doméstica e os locais públicos, satisfazendo dessa forma os interesses e necessidades dos seus sócios, através da disponibilização dos meios de recreação e cultura, tais como os jogos de salão, bailes, reuniões familiares, concertos musicais, etc. A sua criação serviu de modelo à criação de clubes congéneres regionais.

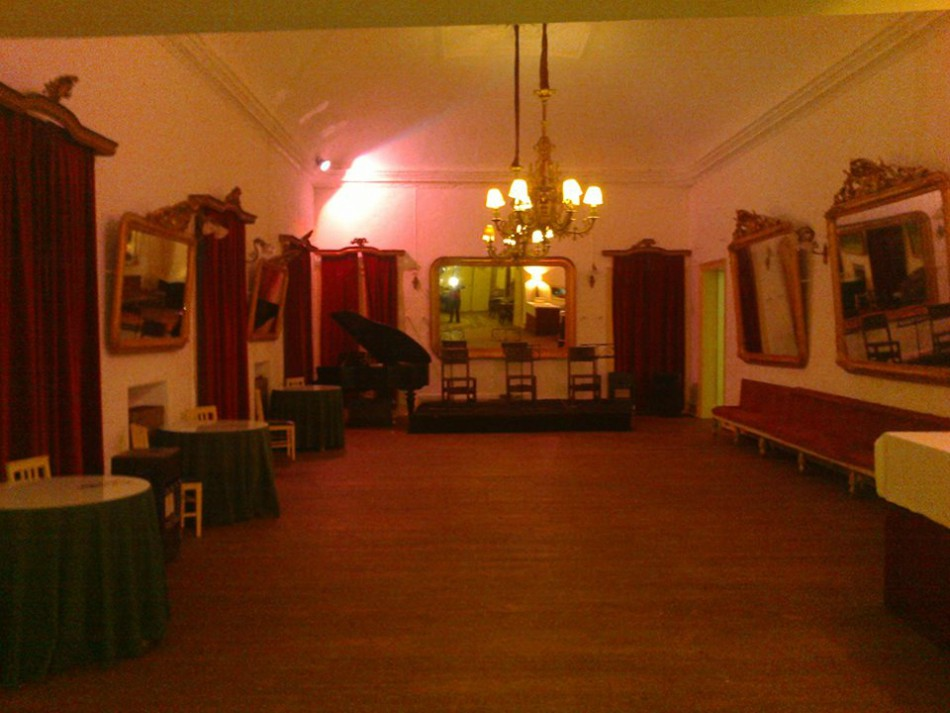
Sala de festas do Círculo Eborense

A admissibilidade de sócios estava e continua a estar dependente de requisitos morais e civis e da obrigatoriedade de pagamento de uma jóia e de quotas, de forma a impor alguma selectividade, proporcionando assim a integração e identificação das elites da sociedade eborense. Foram diferenciados dois tipos de sócios, os ordinários, residentes em Évora e arredores, e os extraordinários, residentes temporários em Évora ou de outros concelhos.            
A sua sede encontra-se localizada numa casa nobre no antigo largo das casas pintadas, e que é hoje a rua Vasco da Gama.                  
A sua estrutura orgânica actual é constituída por uma Assembleia Geral, Direcção e Conselho Fiscal.